# A Fortune In Lies
A Fortune in Lies es la primera pista del álbum When Dream and Day Unite de la banda de metal progresivo Dream Theater. La letra de la canción fue escrita por el guitarrista John Petrucci.
La canción trata sobre un amigo de la banda que fue arrestado por robo y que aprendió de la experiencia.

## Diferentes versiones
- Tres demos (uno de ellos instrumental) aparecen en el bootleg oficial When Dream And Day Unite Demos
- Una versión en vivo aparece en el disco Live At The Marquee. Esta misma versión también aparece en el sencillo Another Day
- Otra versión en vivo aparece en el DVD Images and Words: Live In Tokyo
- Otra versión en vivo aparece en el CD/DVD When Dream and Day Reunite